# Профсоюзы-1
«Профсоюзы-1» — советский футбольный клуб из Москвы, существовавший в 1941 году.

## История
В начале 1941 года из расформированных московских команд «Локомотив», «Торпедо», «Металлург» и «Крылья Советов» были созданы первая и вторая сборные профсоюзов. Первоначально созданная в Ленинграде из игроков «Красной зари», «Авангарда» и «Зенита» Сборная профсоюзов Ленинграда позже была переименована в «Зенит».

## Достижения
- В высшей лиге — 15 место (1941 год группа «А») на момент прекращения чемпионата.

## Тренеры
- Абрамов, Александр Кузьмич — заслуженный тренер РСФСР.
- Сушков, Михаил Павлович

## Игроки
- Балаба, Григорий Фёдорович — заслуженный тренер РСФСР.
- Ильин, Николай Иванович
- Конов, Иван Иванович — заслуженный тренер УССР.
- Маслов, Виктор Александрович — заслуженный тренер УССР, заслуженный тренер СССР.
- Пономарёв, Александр Семёнович — заслуженный тренер СССР.
- Проворнов, Василий Севастьянович
- Проценко, Сергей Петрович
- Ратников, Константин Иванович
- Рёмин, Александр Михайлович
- Ржевцев, Андрей Николаевич
- Соколов, Николай Иванович
- Ступаков, Пётр Алексеевич